# Municipalità di Khashuri
La municipalità di Khashuri (in georgiano ხაშურის მუნიციპალიტეტი?) è una municipalità georgiana di Shida Kartli.
Nel censimento del 2002 la popolazione si attestava a 62 714 abitanti. Nel 2014 il numero risultava essere 52 603.
La città di Khashuri è il centro amministrativo della municipalità, la quale si estende su un'area di 585 km².

## Popolazione
Dal censimento del 2014 la municipalità risultava costituita da:
- Georgiani, 98,31%
- Armeni, 0,63%
- Osseti, 0,49%
- Russi, 0,26%

## Luoghi d'interesse
- Ali
- Vaca
- Brili
- Kemperi
- Khtsisi
- Surami